# 李兆立
李兆立，臺灣時代力量籍政治人物，現為行動時代策略長、時代力量黨員代表。曾任時代力量秘書長、時代力量發言人、時代力量智庫執行長、時代力量立法委員黃國昌國會辦公室主任。2020年當選時代力量決策委員。2023年當選時代力量黨員代表，並被黨主席王婉諭任命為時代力量秘書長。2024年2月29日任期滿後，辭去秘書長。2025年當選時代力量黨員代表。

## 經歷

### 從政契機
他曾在台灣智庫任研究專員，關注的議題包括轉型正義、憲法改革與公民投票等，並認識時代力量黨主席黃國昌，亦曾在民主進步黨籍前立法委員蔡同榮辦公室及電子媒體負責行銷企劃任職。接著2017年3月1日接任該黨中央黨部發言人。他原打算留在媒體工作，但因於2014年太陽花學運，時代力量於2016年中華民國立法委員選舉中取得5席後，他加入黃國昌之團隊，以國會辦公室主任為其政治工作。接著2017年3月1日接任該黨中央黨部發言人。2023年當選時代力量黨員代表，並被黨主席王婉諭任命為時代力量秘書長，同時也擔任時代力量2024總統暨立法委員選舉提名策略小組成員。2025年當選時代力量黨員代表。

## 政治生涯

### 擔任時代力量發言人
時代力量中央黨部於2017年2月搬遷後舉行媒體茶敘，公布3名新任中央黨部發言人，分別是時任黃國昌國會辦公室主任李兆立及林昶佐辦公室助理吳崢及林穎孟。

### 擔任時代力量智庫執行長
2019年8月31日，擔任時代力量智庫執行長。

### 擔任行動時代策略長
2022年12月，離開時代力量智庫，參與由王婉諭、邱顯智所創立的行動時代並擔任策略長。

### 擔任時代力量秘書長
2023年3月，王婉諭當選時代力量黨主席，並任命由李兆立擔任時代力量秘書長，同時也是時代力量2024總統暨立法委員選舉提名策略小組成員。直到2024年2月29日任期屆滿後，辭去秘書長。

### 參照
1. ↑  趙浩宏. . 關鍵新聞網.   [2020-08-28]. （原始内容存档于2020-11-25）.
2. ↑  陳俊華. . 中國時報.   [2017-02-26].
3. 1 2  方炳超 陳耀宗. . 風傳媒.   [2017-02-21]. （原始内容存档于2019-08-08）.
4. ↑  黃靖媗. . 自由時報.   [2023-05-03]. （原始内容存档于2023-07-05）.

## 外部連結
- 李兆立的Facebook專頁